# Хасселькопф
Хасселькопф — гора южнее города Браунлаге, высотой 612 метра. Расположена в Германии.
В основном она покрыта травой и почти никак не затронута человеческой деятельностью. Лишь её северный склон дает возможность кататься зимой на лыжах.
Гора известна тем, что 7 мая 1964 года известный немецкий учёный Герхард Цукер провёл исследования по запуску «почтовой ракеты». Эксперимент прошёл неудачно, ракета взорвалась, убив при этом трёх человек.